# Alvin (digital kulturarvsplattform)
Alvin är ett samarbete i konsortieform mellan ett flertal svenska kulturarvsorganisationer samt en teknisk plattform för att tillgängliggöra och långtidsbevara medlemmarnas digitaliserade kulturarv och digitala samlingar. Plattformen drivs och utvecklas vid Uppsala universitetsbibliotek i samarbete med Göteborgs universitetsbibliotek och Lunds universitetsbibliotek.

## Historik
Alvin som system har sin upprinnelse i ett flertal olika projekt som Uppsala universitetsbibliotek drev eller var delaktig i under en period åren 2000–2014:
- Skapandet av en databas för att hantera Erik Wallers omfattande autografsamling
- Hanteringen av universitetsbibliotekets digitaliserade kart- och bildsamlingar genom bilddatabasen Bildsök
- Den proveniens- och materialbibliografiska databasen ProBok, som var ett samarbete mellan Uppsala universitetsbibliotek och Universitetsbiblioteket vid Lunds universitet
- Arkiv- och handskriftsinfrastrukturen Ediffah, där ett flertal olika forskningsbibliotek samarbetade

Dessa olikartade och tekniskt spretiga projekt gjorde det uppenbart för de inblandade att förvaltning, drift och vidareutveckling av dessa projekt var både personberoende och ohållbart i ett längre perspektiv. Något behövdes göras för att öka samordning av kulturarvsfältet, få systemen att tala med varandra, och ge organisationerna möjlighet att uppdatera tekniken i takt med teknikutvecklingen. 
Konceptet som sedan kom att bli Alvin formulerades 2011 i en slutrapport till projektet LUPP. För att råda bot på personberoendet och motverka att tjänster med tiden förlorar teknisk relevans skulle en gemensam plattform lanseras.
Den grundläggande tekniska utvecklingen av Alvin skedde sedan mellan 2012 och 2014 under infrastruktursprojektet ArkA-D. Detta projekt kulminerade slutligen i att Alvin lanserades på konferensen "Digitalisera – men sen då?" på Nordiska museet den 28 november 2014.